# 韋爾霍韋
48°53′59″N 36°30′3″E / 48.89972°N 36.50083°E
韋爾霍韋（烏克蘭語：Верхове）是位於烏克蘭東部的村莊，由哈爾科夫州洛佐瓦區的布利茲紐基市鎮負責管轄。該村始建於1920年，面積0.08平方公里，海拔高度129米，2001年人口22，人口密度每平方公里275人。